# Diego de Porres
Diego de Porres (Santiago de los Caballeros de Guatemala, 19 de noviembre de 1677-Santiago de los Caballeros de Guatemala, 25 de julio de 1741) fue un arquitecto español nacido durante la época de la Capitanía General de Guatemala de la Nueva España, maestro mayor de Arquitectura de Santiago. Fue posiblemente el más notable arquitecto que trabajó en Santiago en la primera mitad del siglo XVIII.

## Biografía
Nació el 19 de noviembre de 1677 en Santiago de los Caballeros de Guatemala, actualmente llamada Antigua Guatemala, hijo natural de Teresa Ventura y del también arquitecto Joseph de Porres, un mestizo de Santiago de Guatemala. Diego Porres se casó tres veces: con Rosa Inés Esquivel en 1697, con la que tuvo seis hijos; con Agustina Ramírez en 1715, con la que no tuvo hijos; y con Bárbara de Arizandieta en 1731, con la que tuvo otros cuatro hijos. De sus hijos, Felipe y Diego José también fueron arquitectos.
Aprendió la profesión con su padre, con el que colaboró en la construcción de la iglesia y convento de Santa Teresa (1683-1687) y de la iglesia de la Compañía de Jesús (1690-1698).
En 1703 se le nombró maestro mayor de Arquitectura de Santiago, como había sido su padre. Permaneció en el cargo hasta su muerte. También fue nombrado fontanero mayor en 1713, por lo que en esa visa llevó el agua a San Bernardino Patzún (1712) y San Juan Comalapa (1722). También mejoró el suministro de Santiago y construyó la fuente de Las Sirenas (1739) en la plaza mayor. Es posible que el diseño de la fuente se basase en un grabado de la fuente de Neptuno (Bolonia). También construyó el puente de San Lorenzo El Tejar (1715) y reparó el del río Los Esclavos (1728)
Tras el terremoto de Guatemala de 1717, se encargó de evaluar los daños producidos en la arquitectura de Santiago de Guatemala, que se vio muy dañada. También se encargó de reparar los edificios, incluida la catedral.
Falleció en la misma ciudad el 25 de julio de 1741, en una situación económica poco holgada.

## Obra
Javier Aguilera Rojas considera el estilo de Porres como «lleno de ideas personales, contribuyó a la definición del barroco local por sus medios expresivos, sus sobrios interiores de ascendiente renacentista y la influencia manierista de Serlio. Fue también innovador en las técnicas constructivas».
Entre sus obras se cuentan:
- Iglesia y Convento de La Recolección (1717)
- Iglesia y claustro de San Felipe Neri (1720-1730)
- Hospital de San Alejo (1722)
- Iglesia y Monasterio de Santa Clara (1730-1734)
- Iglesia y Monasterio de Nuestra Señora del Pilar o Capuchinas (1731-1736)
- Real Casa de la Moneda (1734-1738)
- Palacio Arzobispal (1743)
- Real Palacio

Posiblemente también se construyeron con sus planos las siguientes catedrales:
- Catedral de Esquipulas
- Catedral de León (Nicaragua)

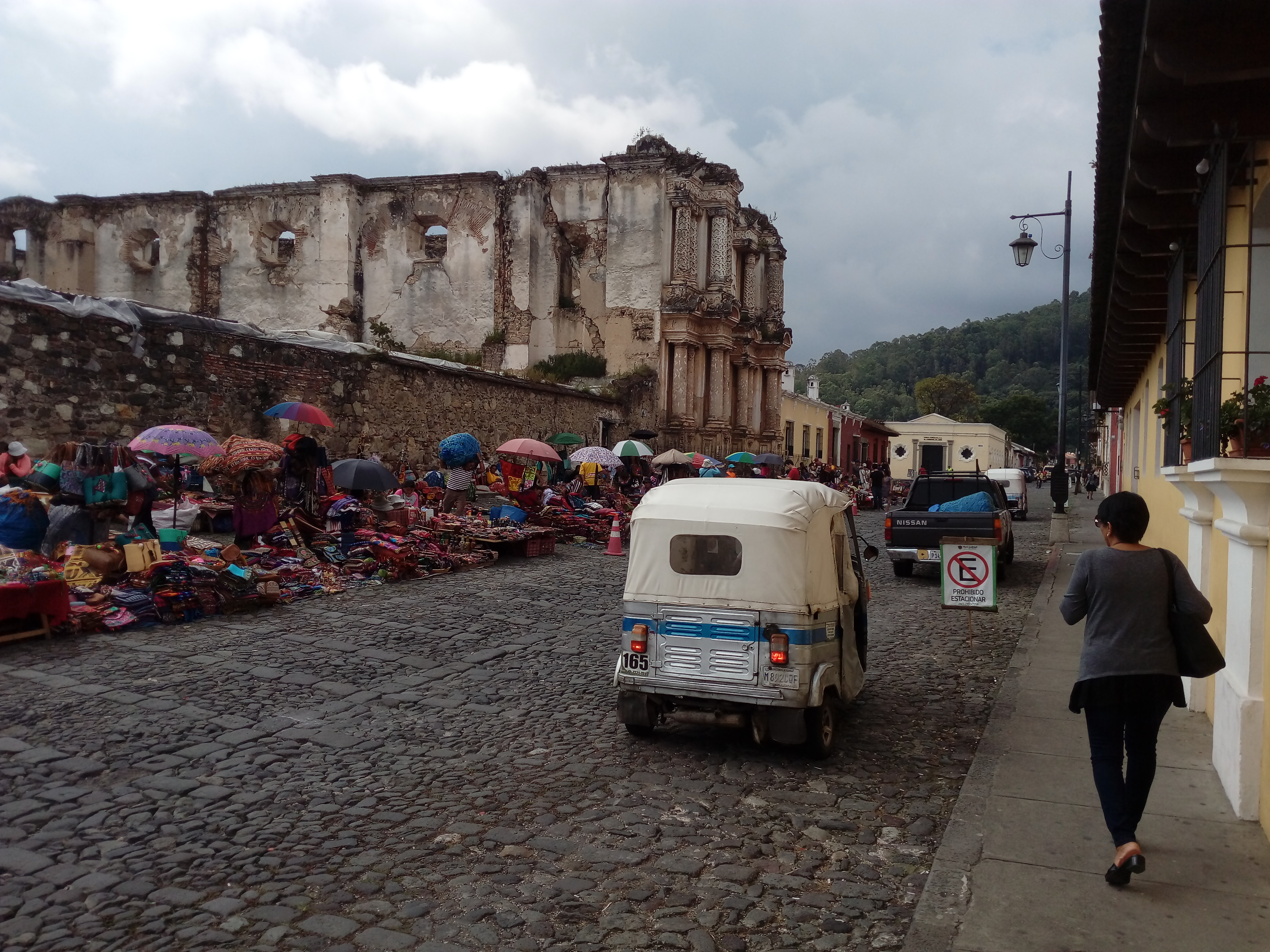
Ruinas del convento e iglesia de Santa Teresa (1683-1687)
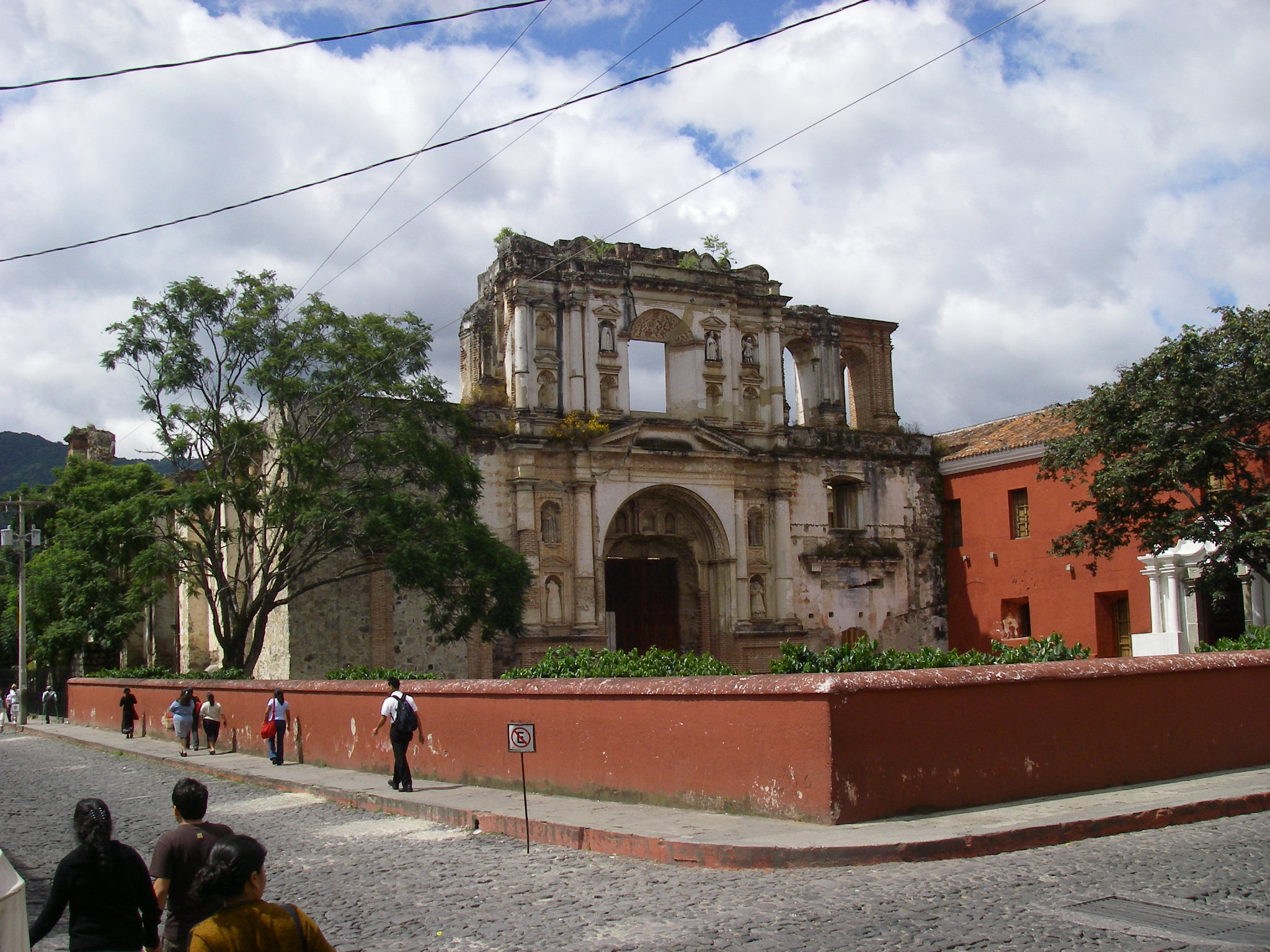
Iglesia de la Compañía de Jesús (1698)
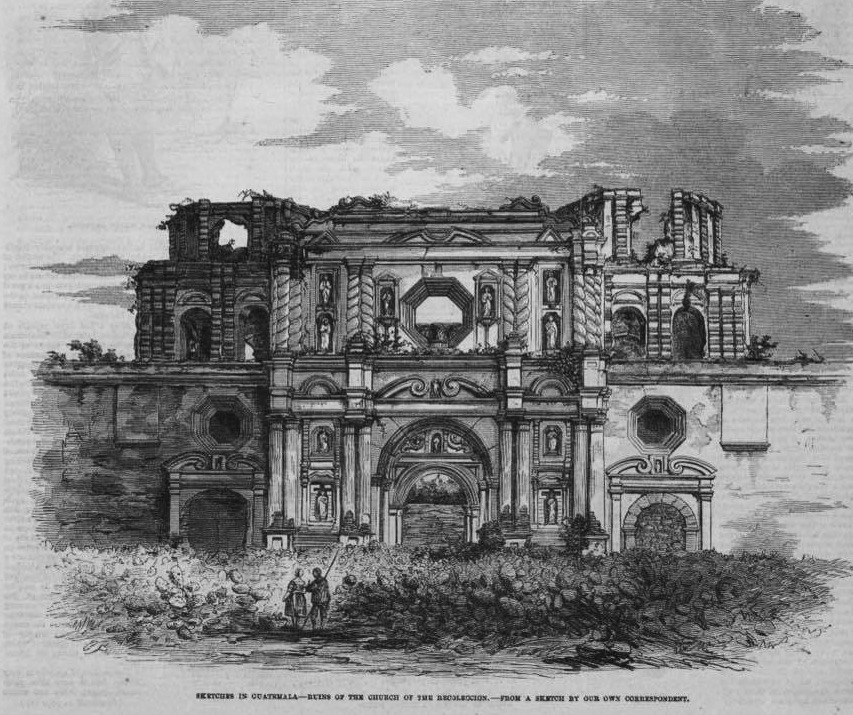
Iglesia y Convento de La Recolección (1717)
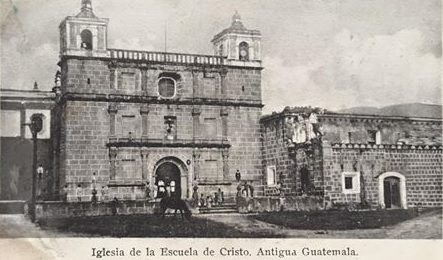
Iglesia y claustro de San Felipe Neri (1720-1730)
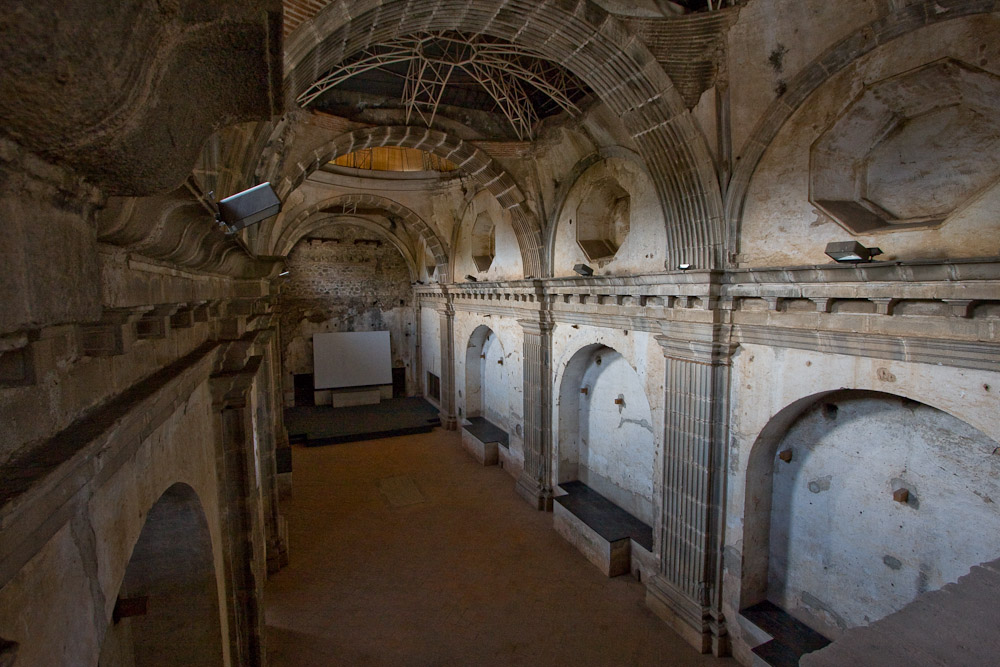
Iglesia y Monasterio de Nuestra Señora de las Capuchinas (1731-1736)
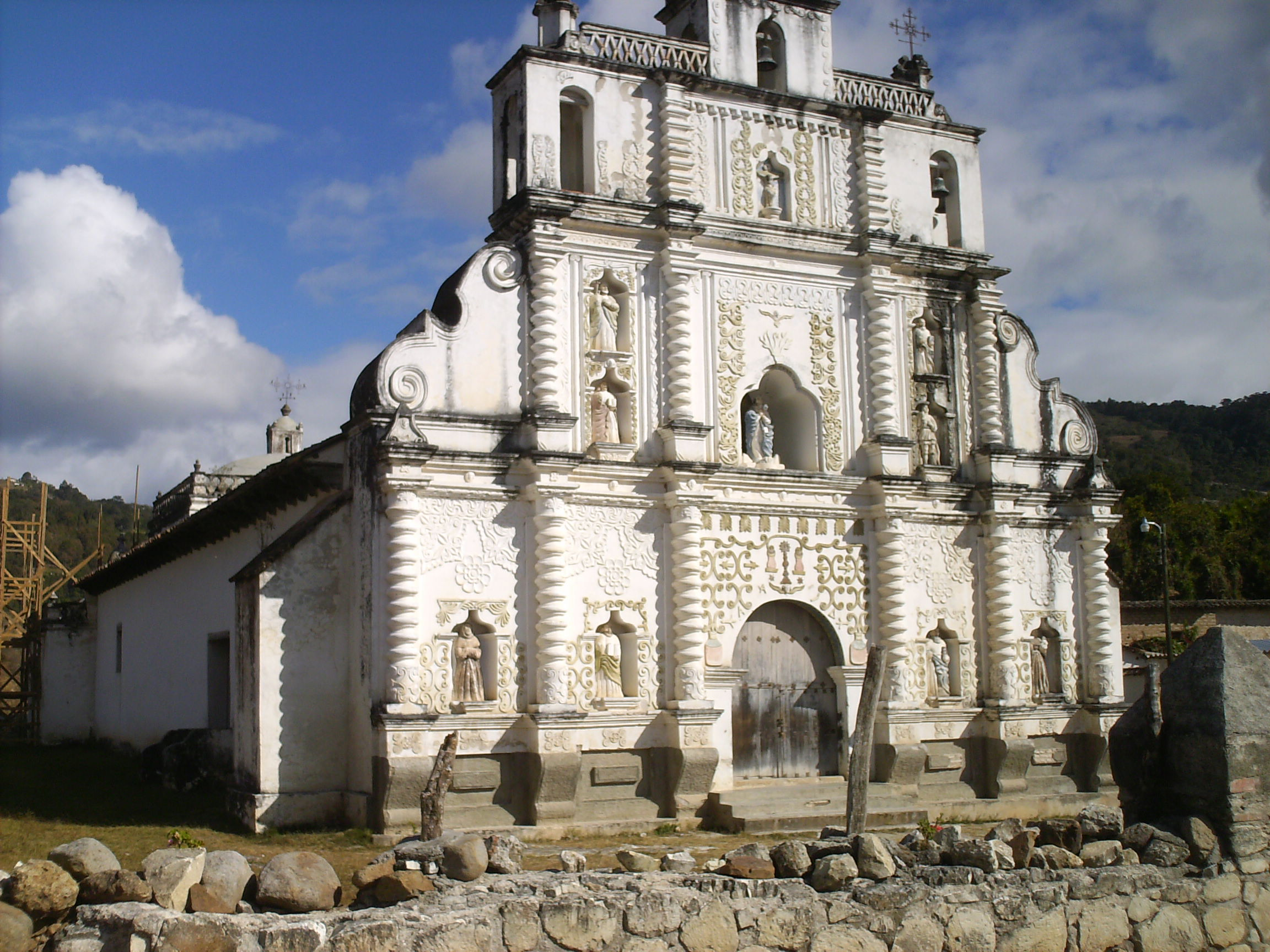
Iglesia de San Manuel de Colohete (Honduras)
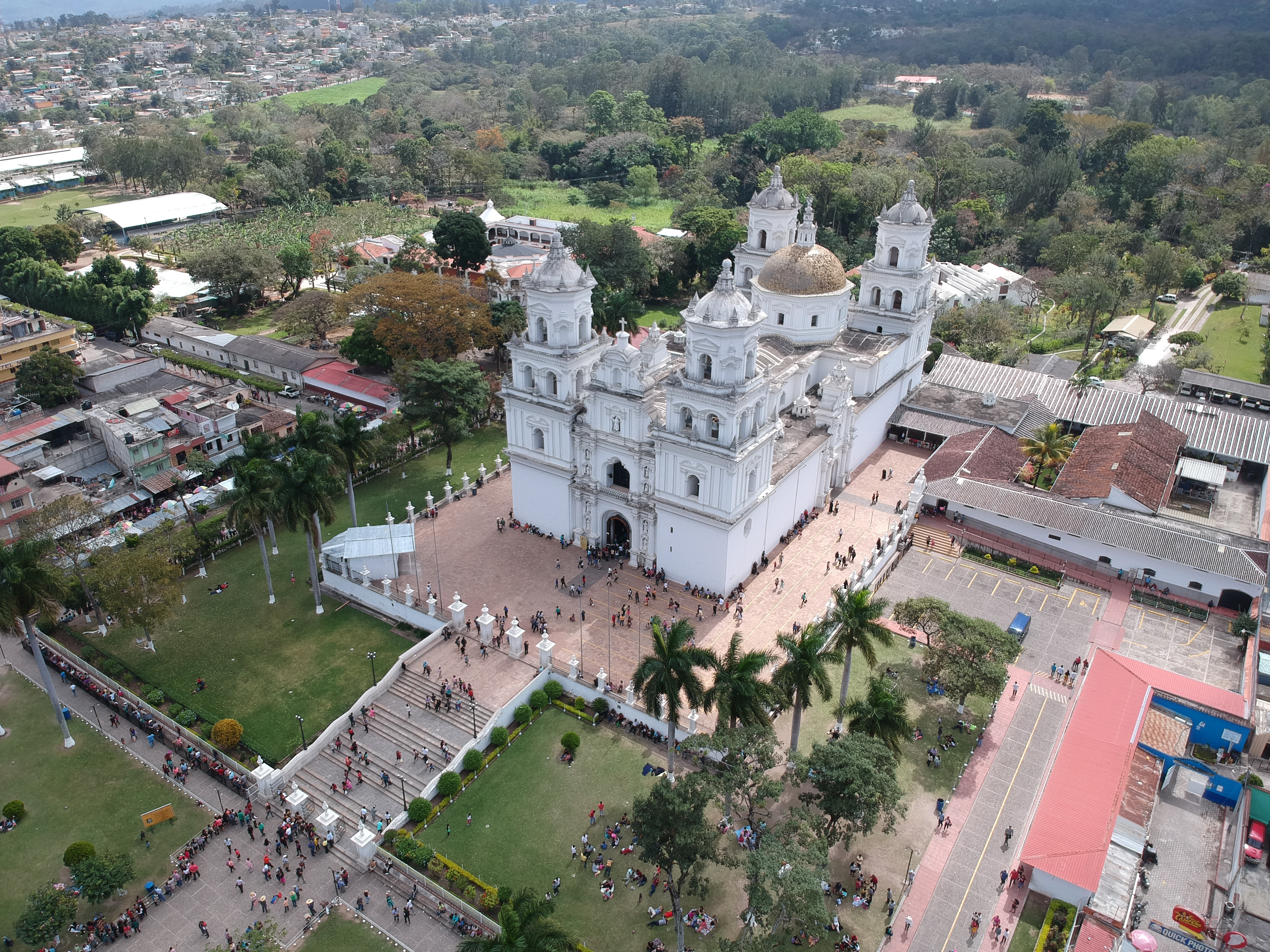
Catedral de Esquipulas
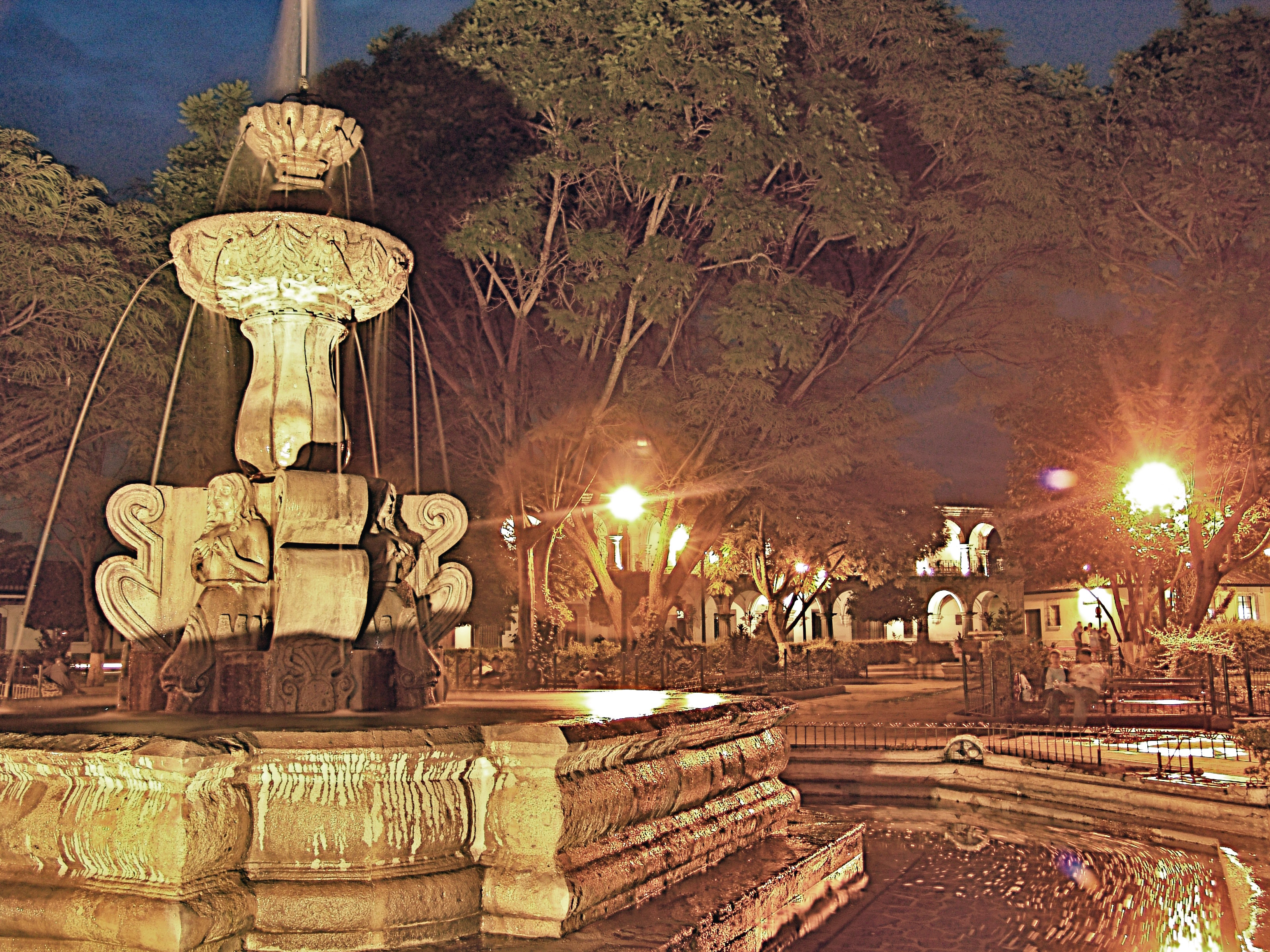
Fuente de las Sirenas
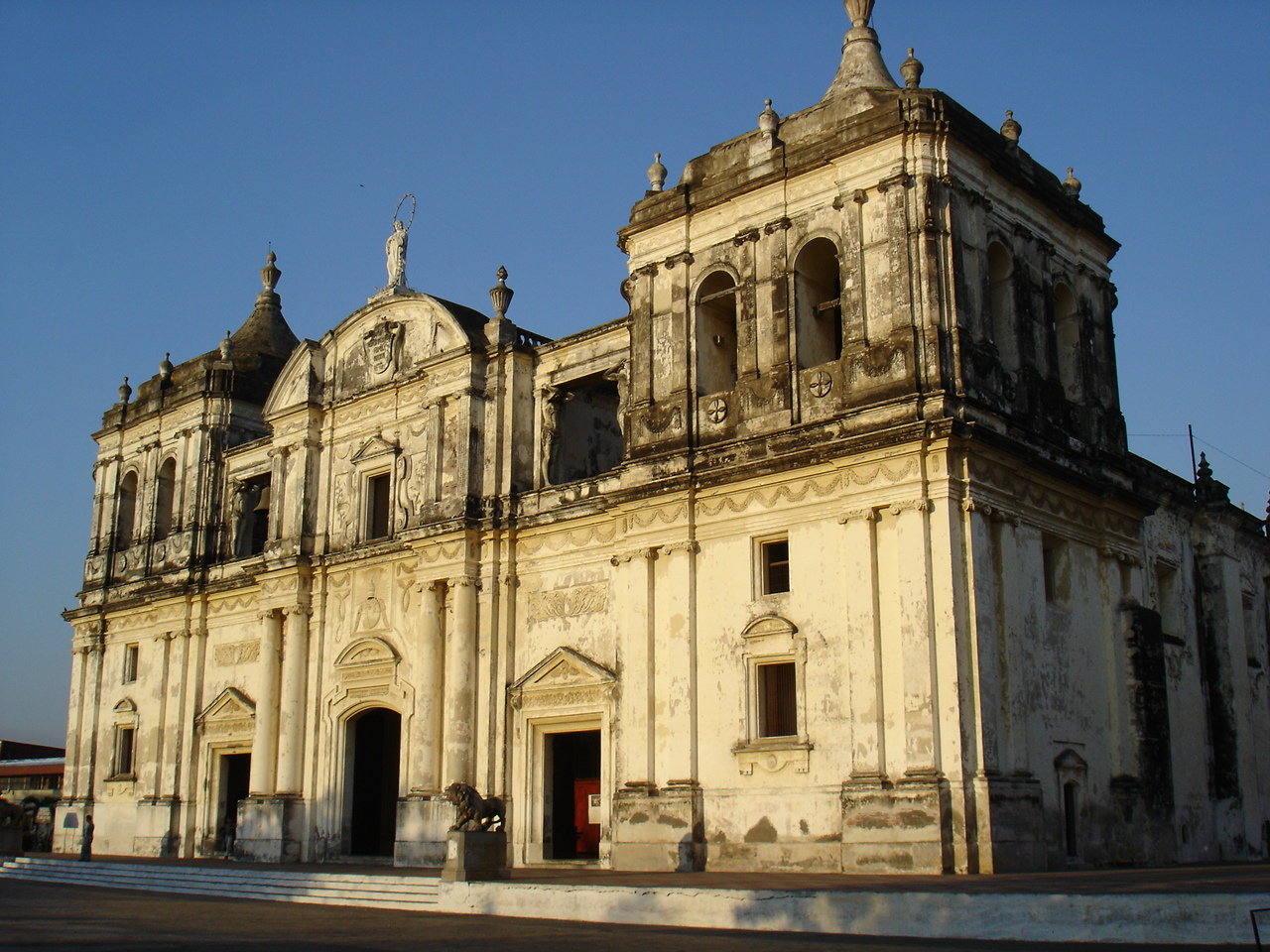
Catedral de León (Nicaragua)